# 雷恩埃米尔·左拉中学
雷恩埃米尔·左拉中学（Lycée Émile-Zola de Rennes）是位于法国雷恩让·雅尼维埃大道（avenue Jean-Janvier）的一所公立中等教育机构。作为1802年法国首批创立的九所高中之一，该校前身可追溯至1803年在原址成立的市立皇家圣托马斯学院（Collège Saint-Thomas）和伊勒-维莱讷省中央学校。
该校因两大历史事件闻名：1881年至1891年间，阿尔弗雷德·雅里在此求学期间孕育了戏剧角色乌布王；1899年，这里成为阿尔弗雷德·德雷福斯第二次军事法庭审判的场所。

## 历史沿革

### 右岸学堂（1035-1534）
1035年，雷恩主教盖兰（Guérin）在维莱讷河右岸建立了最早的学校（后称"旧学堂"），位于现圣母街（顶端，正对雷恩主教座堂财务室。1239年，布列塔尼公爵让一世迫害犹太人期间，原犹太会堂（位于莫尔代莱门至现三一广场间）被废弃。14世纪初，学校迁入此处。1494年，市政当局在旧铸币厂旧址新建校舍，学校迁至现钱币街26号的军官俱乐部所在地。

### 圣托马斯学院（1534-1795）
1534年，雷恩市购得维莱讷河左岸11世纪的圣托马斯隐修院旧址，将学校迁入并更名为圣托马斯学院。1604年，耶稣会接管教学，学院保持市立皇家性质。1624-1651年建成圣依纳爵·圣方济各·沙勿略教堂（现诸圣教堂）。1781-1782年，弗朗索瓦-勒内·德·夏多布里昂在此就读。

### 中央学校时期（1795-1803）
1795年根据国民公会教育改革，学校转为伊勒-维莱讷省中央学校，注重科学教育。

### 高中时代（1803至今）
1803年成为法国首批九所高中之一，先后经历皇家学院（复辟时期）、帝国高中（第二帝国时期）等名称变更。1859-1899年间由建筑师让-巴蒂斯特·马尔特诺主持重建，形成现存的路易十三风格建筑群。1961-1968年曾更名"弗朗索瓦-勒内·德·夏多布里昂高中"，1971年正式定名埃米尔·左拉中学。

## 重要事件
- 乌布王的诞生：物理教师费利克斯-弗雷德里克·埃贝尔（Félix-Frédéric Hébert）成为学生戏谑对象，启发了阿尔弗雷德·雅里创作出荒诞戏剧乌布王。
- 德雷福斯案件：1899年8月7日至9月9日，第二次德雷福斯军事法庭审判在校园节日大厅举行，现址设有纪念标识。

## 建筑特色
校园建筑融合多种历史元素：
- 17世纪圣托马斯小教堂遗迹
- 19世纪新古典主义主楼（马尔特诺设计）
- 1879年建成的圣路易教堂（现改为媒体中心）
- 1900年前后建造的新艺术风格装饰

## 教育体系
作为综合性教育机构（Cité scolaire），包含：
- 初中部（Collège Émile-Zola）
- 普通高中部（Lycée général）

开设多种语言课程（中文国际班、欧洲英语/德语/西班牙语班等）及人文科学、数理专业。

## 知名校友
- 弗朗索瓦-勒内·德·夏多布里昂（作家）
- 阿尔弗雷德·雅里（剧作家）
- 保罗·利科（哲学家）
- 莫娜·奥祖夫（历史学家）
- 帕斯卡尔·奥利（历史学家）
- 帕斯卡尔·奥比斯波（歌手）

## 文化遗产保护
校内设有"记忆空间"，展示19世纪物理教学仪器和古籍。校友协会Amélycor致力于校史研究和文化遗产保护。

## 友好学校
- 济南外国语学校